# Гарнеран
Гарнера́н (фр. Garnerans) — коммуна во Франции, находится в регионе Рона — Альпы. Департамент — Эн. Входит в состав кантона Туассе. Округ коммуны — Бурк-ан-Брес.
Код INSEE коммуны — 01167.

## География
Коммуна расположена приблизительно в 350 км к юго-востоку от Парижа, в 50 км севернее Лиона, в 30 км к западу от Бурк-ан-Бреса.
На северо-западе коммуны протекает река Сона.

## Климат
Климат полуконтинентальный с холодной зимой и тёплым летом. Дожди бывают нечасто, в основном летом.

## Население
Население коммуны на 2010 год составляло 656 человек.
| 1962 | 1968 | 1975 | 1982 | 1990 | 1999 | 2010 |
| ---- | ---- | ---- | ---- | ---- | ---- | ---- |
| 394  | 350  | 335  | 376  | 484  | 565  | 656  |

## Администрация
| Период | Период | Фамилия        | Партия | Примечания |
| ------ | ------ | -------------- | ------ | ---------- |
| 1995   | 2008   | Ив Пикар       |        |            |
| 2008   | 2014   | Кристиан Тибер |        |            |
| 2014   | 2020   | Доминик Вьо    |        |            |

## Экономика
В 2010 году среди 423 человек трудоспособного возраста (15—64 лет) 314 были экономически активными, 109 — неактивными (показатель активности — 74,2 %, в 1999 году было 69,3 %). Из 314 активных жителей работали 301 человек (170 мужчин и 131 женщина), безработных было 13 (8 мужчин и 5 женщин). Среди 109 неактивных 32 человека были учениками или студентами, 45 — пенсионерами, 32 были неактивными по другим причинам.